# Ostryż (Pogórze Rożnowskie)
Ostryż (447 m) – w większości zalesiony i bogato urzeźbiony szczyt na Pogórzu Rożnowskim między drogą wojewódzką nr 975 a doliną potoku Paleśnianka. Prowadzi przez niego znakowany szlak turystyczny.
 Bartkowa-Posadowa – Majdan – Ostryż – Ostryż Południowy – Jamna